# Українці в Криму
Українці в Криму, Кримські українці — етнічні українці, що проживають в Криму — у сучасних Автономній Республіці Крим та місті Севастополі України, з 2014 року окупованих Росією. Українці протягом багатьох століть відігравали та відіграють сьогодні одну з чільних ролей у формуванні національного обличчя Кримського півострова. 
Письмові джерела фіксують наявність східнослов'янського населення в багатонаціональних містах Криму ще щонайменше з IX століття.[⇨] Проте справді значне проникнення українського населення на півострів почалося у XV столітті, коли впродовж двох століть багато українців потрапляло сюди бранцями внаслідок численних нападів на українські землі військ Кримського ханства та Османської імперії. Водночас з часу свого виникнення на Крим неодноразово ходило походами запорозьке козацтво. Поряд з цим були часи й мирного співжиття — до Криму часто відправлялися українські торговці, на території ханства існувала низка козацьких поселень, а деяка частина українського населення влилася в кримське суспільство та асимілювалася.[⇨]
Після завоювання Криму Російською імперією та масової еміграції татар до Туреччини на півострові стали активно селитися інші народи, зокрема й українські козаки та селяни, які осідали насамперед у степових районах. Саме запорожці стали основою для російського Чорноморського флоту в Севастополі, а пізніше частка українців у ньому продовжувала залишатися високою, досягаючи 70-80 % у 1917 році.[⇨] У 1917—1918 роках у Криму виникає низка українських громад, зокрема, у Севастополі та Сімферополі, де їхніми рушіями стають українські моряки та військовики.[⇨] XX століття характеризується значним ростом кількості українського населення в Криму та його частки в загальному населенні, насамперед завдяки переселенням з інших областей України, особливо після входження в 1954 році півострова до її складу. Ще в XIX столітті фіксувалися випадки денаціоналізації та зросійщення українців в Криму, цей процес продовжується й нині. Особливо помітною тенденція до скорочення кількості як українськомовних, так і українців у Криму стала після 1990-х років.[⇨]
За Всеукраїнським переписом населення 2001 року в Криму проживало 576,6 тис. українців, найбільше за кількістю — у Сімферополі (понад 75 тис. осіб), найбільше за часткою в загальному населенні — у Красноперекопському районі (43,41 %), єдиному районі Криму, де українці становили більшість. За часів незалежності України на півострові налічувалося менш як 10 освітніх закладів з українською мовою навчання, діяли нечисленні українські культурні установи та організації, виходило в різний час кілька українських видань.[⇨] Після окупації Криму Росією влада останньої вдалася до переслідування українських діячів та організацій, обмежила сфери використання української мови та національної символіки. Через тиск певна частина українців була змушена переїхати на материкову частину України.[⇨]

## Історія

### Ранні появи східних слов'ян у Криму
Східні слов'яни, предки сучасних українців, з'являлися в Криму ще за часів Київської Русі. За даними житія Костянтина, Кирило (Костянтин) Філософ перед від'їздом з місіонерською метою в Хозарський каганат перебував у 860—861 роках у грецькому Херсонесі, у якому «знайшов же тут Євангеліє і Псалтир, написані руськими письменами, і людину знайшов, яка розмовляла тією мовою». Як повідомляв Ібн аль-Асір, після битви над Калкою 1224 року, у якій русько-половецьке військо було розбите військом монголів, руські купці та багатії, що проживали в Херсонесі, втекли до Малої Азії. За Ібн абд-ез-Захвером, у 1260-х роках жителями міста Крим були руси, кипчаки та алани. У XIV столітті за міськими мурами Кафи діяла православна (руська) церква, згадувана в статуті Кафи 1316 року. За свідченнями іспанського автора Пера Тафура XIV століття у Кафі з християн тоді проживали руси, мінгрели, абазги, черкеси, болгари та вірмени. За так званим тосканським анонімом, внаслідок захоплення турецьким військом у 1475 році Кафи серед пограбованих і деяких проданих у рабство жителів були волохи, поляки, руси, грузини та черкеси. Попри турецьке завоювання Кафи, у місті принаймні до 1640-х років продовжувала ще існувати українська громада — у 1545 році в українській дільниці налічувалося 27 дворів, у 1638 році — 12. За морською мапою Чорного моря 1553 року, яка була створена за відомостями XV століття, на мисі Тарханкут стояв маяк, який називали «Руським». У протоколах записів торговельних операцій генуезців трапляються імена, які, як вважає Ярослав Дашкевич, є прізвищами українських купців у Криму.

### У добу Кримського ханства та турецького панування
З часу виникнення Кримського ханства у XV столітті українці та кримські татари мали тривалі господарські та культурні стосунки. Щороку ранньою весною до Перекопу ходили численні чумацькі валки. У XVII—XVIII століттях у Кримському ханстві налічувалося близько 50 зимівників та інших козацьких поселень.

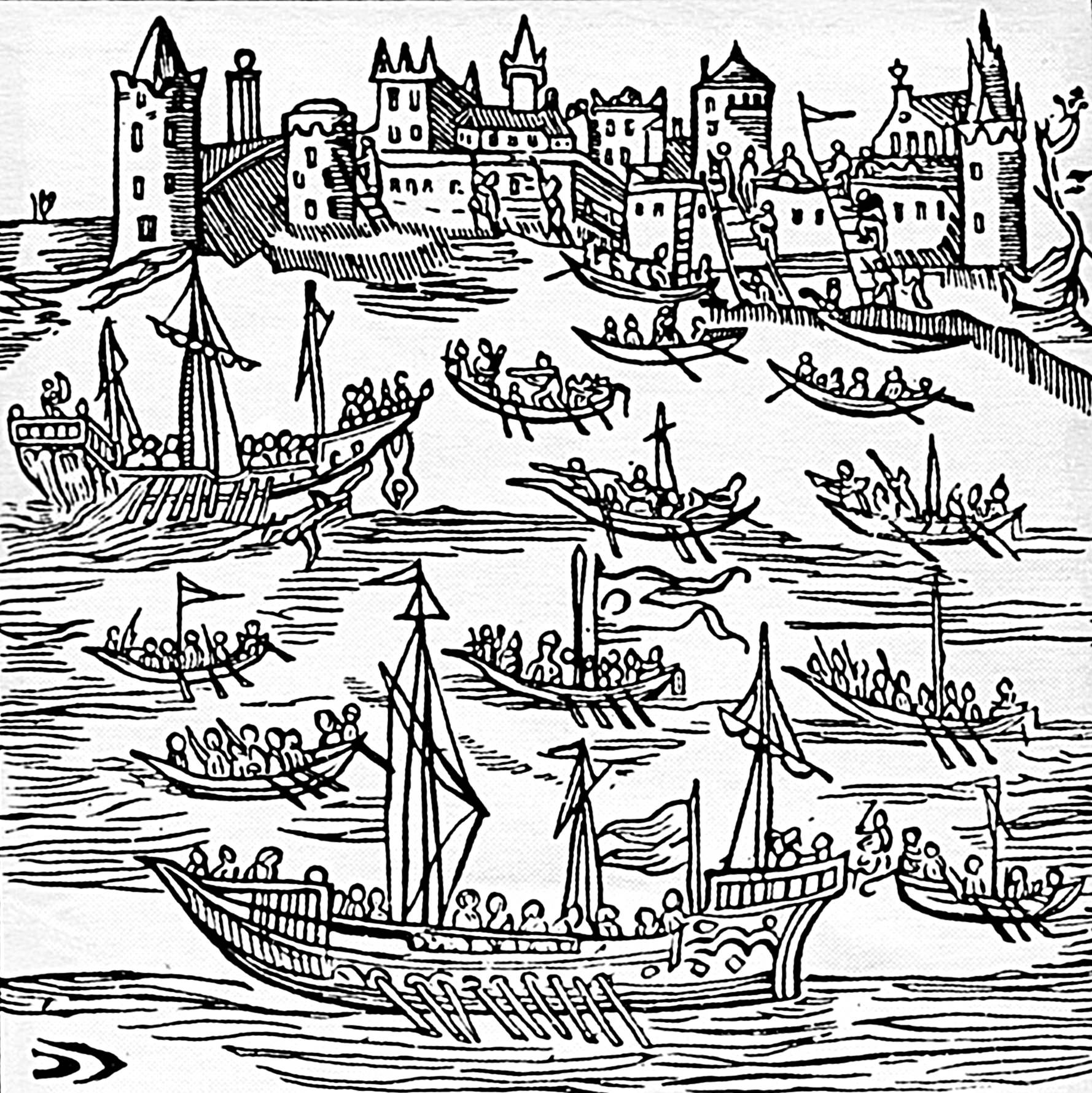
Здобуття Кафи запорожцями в 1616 році, гравюра з книги віршів Касіяна Саковича 1622 року

Але, крім мирного співіснування, часто українська присутність на півострові була обумовлена численними військовими конфліктами та взаємними нападами. У XV—XVII століттях значна кількість українців потрапляла до Криму як бранці й продавалася на ринках невільників у Гезлеві, Кафі та Карасубазарі. «Кримська неволя», згадувана в кобзарських думах і свідченнях сучасників, була для тогочасних українців однією з найзначніших трагедій. За приблизними оцінками Ярослава Дашкевича, за XV — першу половину XVII століть татари (кримські та інші) і турки вбили та вивели з України близько 2–2,5 млн осіб, з них щонайменше половину було доставлено в Крим. Життя невільників було дуже важким, а смертність високою. Як свідчив у 1560-х роках литовський посол до кримського хана Михайло Литвин, раби жили гірше за собак. Рабів-чоловіків залучали до сільськогосподарських робіт чи брали слугами й часто кастрували. Жінок брали в гареми, що стало причиною появи прошарку тумів, змішаного українсько-татарського населення. Водночас Крим неодноразово ставав місцем набігів українських козаків. Під час своїх набігів на Крим запорожці не забували й про звільнення з полону одновірців. Так, коли козаки на чолі з Петром Конашевичем-Сагайдачним успішно взяли в 1616 році Кафу, у якій діяв великий невільницький ринок, було звільнено з неволі багато християн. Історик В. Д. Смірнов пише, що «справедливість вимагає не забувати взаємності образ»: набіги (плюндрування) козаків на Кримське ханство нічим не поступалися набігам (чапулам) кримських татар і ногаїв. Михайло Грушевський називав постійні взаємні набіги один на одного «спортом».
Турецький мандрівник Евлія Челебі вказував, що в ханстві проживало 1,12 млн осіб, з них: 920 тис. невільників, здебільшого — козаків, з них 120 тис. дівчат та 200 тис. дітей; 187 тис. кримських татар, з яких 75 тис. належало до військового стану; близько 20 тис. вільних греків, вірменів, караїмів і євреїв. Як стверджував Челебі, якби ця «кількість невірних і своєвільних козаків повстала б, то весь півострів Кримський перевернули б догори ногами. Але… бунтувати вони не здатні зовсім». На думку Ярослава Дашкевича та Володимира Сергійчука, причиною подальшого майже повного зникнення українського населення стали його ісламізація та отурчення. 1778 року з території Криму російською владою були виселені всі християни, яких виявилося близько 30 тисяч, вірмени та греки, відомостей про українців серед них немає. Водночас, історик Сергій Громенко вважає ці свідчення Челебі міфом, популярним серед ультранаціоналістів, стверджуючи, що сьогодні з праць з економіки відомо, що в XVII столітті Крим міг прогодувати не більше 500 тисяч осіб. Окрім оцінок Евлія Челебі існують також інші. Так, за записками консула Франції при Кирим Ґераї барона Тотта через сто років, у 1767 році, у Кримському ханстві проживало 4 мільйони осіб, а 1778 року, тобто всього через одинадцять років, з його території російською владою були виселені всі християни — їх виявилося всього близько 30 тисяч, вірмени та греки, українців серед них не було.
Слова Івана Сірка, промовлені над страченими бранцями, за літописом Самійла Величка
Найгірше становище було в невільників, які займалися фізичною працею. Проте частині бранців (зокрема, жінкам і їхнім дітям від мусульман) вдавалося влаштувати в Криму нормальне життя та завести господарства. Так, за літописом Самійла Величка, коли під час переможного козацького набігу Івана Сірка на Крим 1675 року запорожці звільнили на півострові 7 000 бранців-християн, серед яких були як чоловіки, так і жінки, й Сірко дав їм вибір: «Хто хоче, ідіть з нами на Русь, а хто не хоче, вертайтеся до Криму», то 3 000 з них, серед яких були нехрещені й християни-туми, які народились у Криму, відповіли, що «мають уже в Криму свої осідлиська й господарства і через це краще там бажають жити, ніж у Русі, нічого свого не маючи». Сірко спочатку відпустив їх, але, побачивши, що вони дійсно не змінять своєї думки, наказав козакам догнати їх і «без найменшого милосердя вибити та вирубати вщент», що й було виконано.
У XVII столітті кількість набігів на Україну значно зменшилася й попит на робочу силу зріс, тому зі середини століття на півострів на роботу починають прибувати вільні українські селяни, часто з Ханської України (Єдисану). Крім них, Крим частіше відвідують чумаки, січовики, приїжджають українські політичні емігранти — сподвижники Івана Мазепи, Костя Гордієнка та Пилипа Орлика. У 1720-ті роки багато запорожців купувало земельні ділянки та хутори в передмістях Бахчисараю, Кафи, Гезлева, або ж селилося в грецьких поселеннях, заводячи господарство з млинами, садками та виноградниками. У 1720-х роках на теренах майбутньої Таврійської губернії тимчасово проживало близько 30 тис. українців, здебільшого запорізьких козаків (6 % населення краю). У 1731—1733 роках на тлі зростання взаємної недовіри погіршилися стосунки між запорожцями та урядом Кримського ханства, який спостерігав у перших ріст проросійських симпатій. З огляду на небезпеку конфлікту у 1733—1734 роках більшість запорожців покинула свої хутори в гірській частині Криму й повернулася під російську протекцію на землі Війська Запорозького, а деякі — на Кубань. Українські козаки та українське сухопутне військо (50 000 осіб) брали участь у російсько-турецькій війні 1735—1738 років на боці Російської імперії, зокрема в облозі Балаклави, Кафи, Гезлева. У взятті Бахчисараю в 1736 році брало участь 16 000 осіб гетьманського війська та 4 000 запорозьких козаків.
Після 1740-х років переселення українців до Кримського ханства декілька десятиліть були незначними, проте на півострові все ще залишалась невелика частина запорожців, яка не захотіла повертатися на Запоріжжя в 1734 році. У 1730-х — 1760-х роках їхнім осередком у Криму була ханська столиця Бахчисарай з передмістям. Українці часто працювали тут наймитами («аргатами») та поденними працівниками («ренджиперами»). За словами російського поручика О. Нікіфорова, який був у Криму у вересні-листопаді 1744 року, більшість тутешніх запорожців-аргатів були втікачами зі Січі через скоєні ними злочини. Влада Кримського ханства призначила отаманом місцевих козаків запорожця Андрія Щербину та мала початкові наміри переселити їх з Криму на Буджак для створення нового Коша. Присутність у Криму запорізьких козаків, що не підпорядковувалися російській владі, було приводом для постійної стурбованості останньої, тому вона неодноразово чинила тиск на ханство, зокрема, у 1744 році домоглася видачі Андрія Щербини та близько 30 інших запорожців.

### У добу Російської імперії
Ще до свого захоплення Криму російська влада переселила з півострова понад 30 000 християн. У 1783 році Російська імперія анексувала Крим, а вже наступного 1784 року була створена Таврійська область з центром у Сімферополі. Після завоювання Криму Російською імперією влада останньої стала чинити тиск на місцеве кримськотатарське населення, зокрема, передала більшість їхньої землі у власність російським землевласникам, що стало причиною масової еміграції кримських татар у Туреччину. Найбільші хвилі кримськотатарської еміграції припали на перші роки завоювання півострова та після Кримської війни 1853—1856 років. За оцінками на 1784 рік у Криму залишалося понад 55 тис. мусульман і юдеїв. Відразу після початку кримськотатарської еміграції українське козацтво пробувало зайняти звільнені економічні ніші, насамперед у соляній промисловості.
Замість кримських татар, що покидали край, у Криму стали селитися іноземні колоністи, зокрема, українці та росіяни. Серед перших українських поселенців у 1780-1790-х роках у Таврійській області були запорожці. Указом Катерини II деякі запорозькі козаки отримали на пільгових умовах земельні наділи. Перші кораблі першої військової бази Російської імперії в Ахтіарській затоці біля Херсонеса складали винятково Дніпровська та Азовська флотилії на чолі із запорозькими козаками. За реляцією князя Григорія Потьомкіна від 19 липня 1788 року, у Чорноморському флоті тоді налічувалося 20 000 запорожців на чолі з отаманом Сидором Білим. Втім, російські урядовці для укріплення влади над краєм насамперед були зацікавлені в його заселенні росіянами й кінцевому зросійщенні, тому робило спроби спочатку селити тут відставних військовиків, російських кріпаків і старовірів. Окремо або разом з російськими на півострові осідали також й українські кріпаки — як завезені поміщиками, так і кріпаки-втікачі. Серед відомих ранніх помість, у які завозили українських кріпаків — Тавель та Сабли (сьогодні села Краснолісся та Партизанське).
У Крим прибували також державні селяни з Полтавської, Чернігівської, Воронізької губерній, які засновували нові слободи або селилися в кримськотатарських селах. Українські хлібороби насамперед селилися в степовій частині півострова. У Криму вихідці з України як селилися у невеликій кількості в містах, так і засновували власні поселення (як-от слободу Ізюмську чи село Мазанку, яке за переказами заснували відставні козаки Чернігівського полку, що брали участь у російській війні за Крим). В офіційних статистичних даних Російської імперії українців і росіян у Криму часто подавали разом, тому складно правдиво простежити, як українці колонізували півострів.
За IV російською ревізією 1780-х років у 3 повітах Криму (Сімферопольському, Феодосійському та Євпаторійському) тоді проживало близько 900 українців (0,7 % населення цих повітів), майже всі вони проживали в Сімферопольському повіті — близько 700 осіб (1,8 % населення повіту). За V ревізією 1795 року на півострові було 2,1 тис. українців (1,3 %), зокрема у Феодосійському повіті налічувалося 1,1 тис. українців (3,5 %), у Сімферопольському повіті — 1 тис. українців (1,8 %).
1802 року створена Таврійська губернія. За статистичними даними, які фіксували кількість переселенців-чоловіків до Таврійської губернії у 1804—1811 роках, з 36 983 прибулих осіб принаймні 19 885 державних селян-переселенців (53,77 %) було з українських губерній (з Полтавської — 12 593 осіб, Чернігівської — 5 785 осіб, Катеринославської — 586 осіб, Слобідсько-Української — 497 осіб), ще 4 971 державний селянин (13,44 %) — з Курської губернії, значну частку тодішнього населення якої також становили українці. За VII ревізією 1816 року в 4 кримських повітах Таврійської губернії (Сімферопольському, Феодосійському, Євпаторійському, Перекопському) проживало 7,7 тис. українців (3,7 %), найбільше у Феодосійському повіті — 4,3 тис. осіб (8,9 %).
Українці на півострові займалися хліборобством, соляним промислом, перероблюванням смушків, будівництвом кораблів у Севастополі. Французький інженер Мармон, який у 1834 році відвідував Крим, згадував у своєму описі Керчі: «З усіх утіх, які ми мали, я був особливо зворушений козацькою піснею, і найчудовіші голоси співали сумні, меланхолійні пісні, сповнені солодкої мелодії». В умовах іншої місцевості традиційні українські звичаї змінювалися, зокрема, якщо традиційно українська загата робилася з камишу чи соломи, то в Криму її стали зводити з каміння. Початково українці зберігали свою культуру, традиційний одяг та родинні звичаї, проте в умовах життя в багатонаціональному суспільстві з часом втрачали їх. За статистичним звітом про населення Таврійської губернії 1851 року, одяг та взуття українців, росіян і кримських татар були дуже схожими, лише рідко траплялися українки у вишиванках.
За VIII ревізією 1836 року в 4 кримських повітах Таврійської губернії налічувалося 8,6 тис. українців (3,5 %), найбільше у Феодосійському повіті — 4,5 тис. осіб (7,0 %). За IX ревізією 1851 року в 4 кримських повітах Таврійської губернії мешкало 24,0 тис. українців (7,0 %), з них: у Феодосійському повіті — 3,0 тис. осіб (4,4 %), у Перекопському — 5,0 тис. осіб (8,2 %), у Сімферопольському — 10,8 тис. осіб (7,0 %), у Євпаторійському — 5,2 тис. осіб (8,8 %).

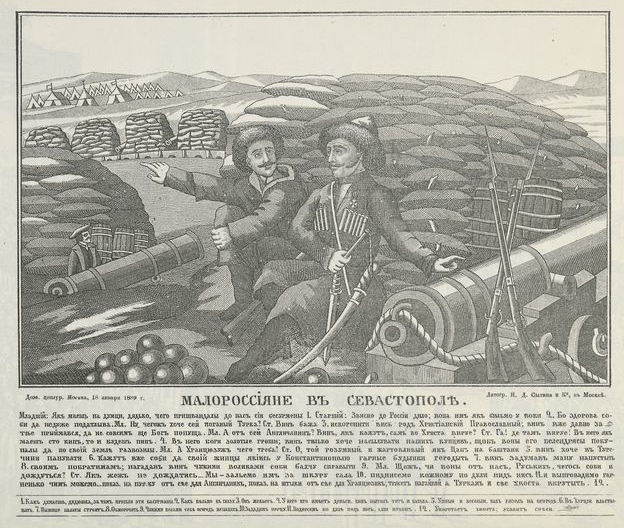
Замальовка у стилі лубка «Малоросіяни в Севастополі», 1855 рік

Після спустошливої Кримської війни 1853—1856 років у 1860—1861 роках відбулася нова велика хвиля еміграції кримських татар до Туреччини, яких російська влада звинувачувала в протурецьких симпатіях. За російським путівником 1855 року, у Сімферополі більшість населення становили українці. У 1856 році, на тлі чуток про те, що в зруйнованих кримських містах прописуватимуть втікачів з України, в українських губерній відбулася хвиля масових втеч кріпаків на півострів, для протидії яким російська влада вдалася до встановлення військових застав, що зупиняли та повернули більшу частину втікачів назад. За післявоєнною X ревізією 1858 року кількість українців у Криму, порівнюючи з ревізією семирічної давності, скоротилася на 45,0 % й становила 13,2 тис. осіб (4,0 %), зокрема у Феодосійському повіті українців було 5,6 тис. осіб (6,8 %), у Перекопському — 2,2 тис. осіб (3,6 %), у Сімферопольському — 4,7 тис. осіб (3,0 %), у Євпаторійському — 0,7 тис. осіб (2,3 %). У 1860-х роках на тлі скасування кріпацтва потік українських колоністів значно посилився.

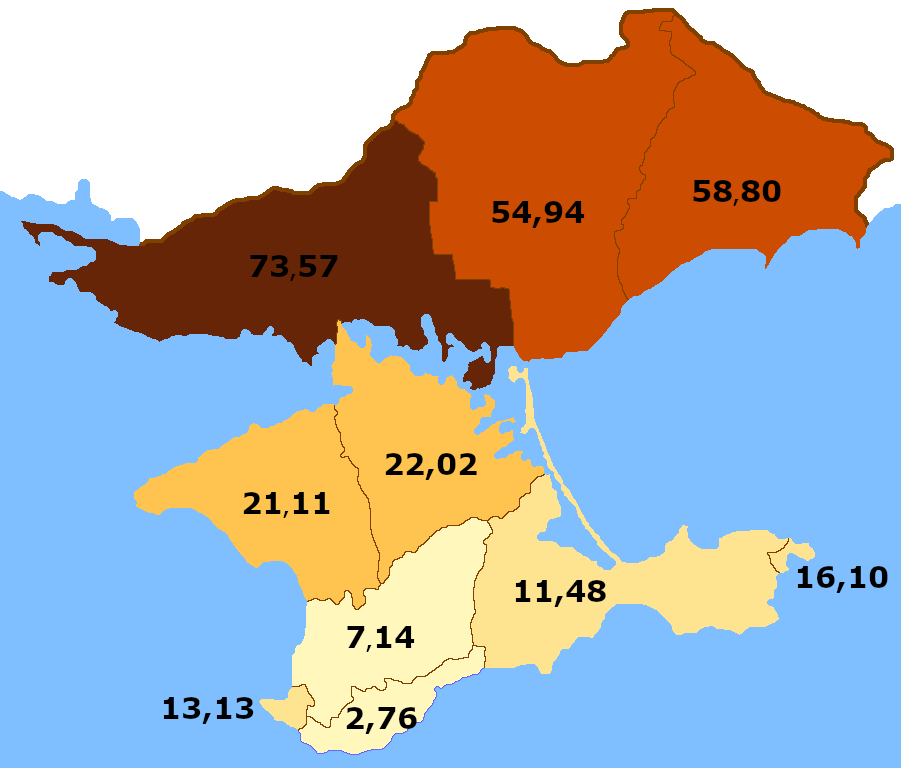
Українська мова в Таврійській губернії за даними перепису населення 1897 року

За переписом Російської імперії 1897 року в Криму проживало 64,7 тис. українськомовних (11,8 %). У Перекопському повіті українську мову рідною вказало 21,9 % населення, в Євпаторійському — 21 %, Керченському — 16 %, Севастопольському — 13 %, Феодосійському — 11,5 %, Сімферопольському — 7,1 %. 72,6 % українськомовних проживало в селах. Історик Володимир Сергійчук правдивість даних ставить під сумнів вказуючи, що кількість українськомовних могла бути заниженою. На підтвердження цьому він порівнює кількість українськомовних з кількістю вихідців з губерній, які тоді були здебільшого чи значною мірою українськомовними. Зокрема, у Сімферополі налічувалося 3 399 українськомовних, тоді як жителів-переселенців з українських губерній (Волинської, Катеринославської, Київської, Подільської, Полтавської, Харківської, Херсонської, Чернігівської губерній) — 6 314 осіб, з частково українських губерній (Бесарабської, Воронізької, Гродненської, Курської губерній, Області Війська Донського) — 1936 осіб. Володимир Кабузан, також звертаючи увагу на більший наплив у Таврійську губернію саме переселенців з України, пояснює різницю поступовим зросійщенням кримських українців.

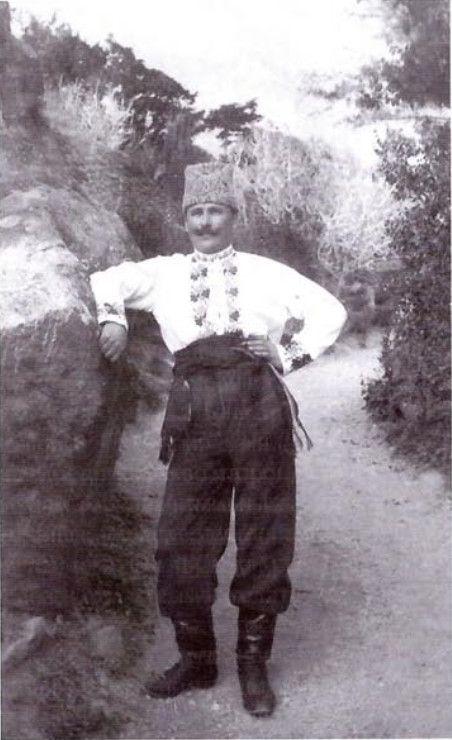
Українець в Криму, 1913 рік

Інтенсивна колонізація півострова українцями та росіянами та відтік кримських татар стали причиною того, що на початку XX століття за своїм етнічним характером Крим став українсько-російсько-кримськотатарським краєм. У другій половині XIX українці в Криму почали робити перші спроби до національного самовираження. У другій половині XIX — на початку XX століття в Севастополі, Сімферополі та Ялті активно діяли українські аматорські драматичні гуртки, Крим з гастролями відвідували Гнат Хоткевич, Марко Кропивницький з трупою та інші. Неодноразові спроби налагодити в Криму видання часописів українською зазнавали невдачі через вороже налаштовану щодо українського національного руху російську владу.
Євгенія Муркен навесні 1903 року виступає з ініціативою друку в Севастополі журналу «Хлібороб», який мав майже повністю виходити українською мовою і містити статті на сільськогосподарську тематику, а також оповідання й повісті. Передбачалося, що його редактором стане Левко Мацієвич. Проте міністр внутрішніх справ відхилив клопотання.
Лише під час революції 1905—1907 років на тлі лібералізації в Російській імперії в Криму з'являються українські організації. 1905 року в Севастополі заснований гурток «Кобзар», який очолив директор державної жіночої гімназії В'ячеслав Лащенко і ядром якого були офіцери-українці Чорноморського флоту. Водночас у 1905—1906 роках у Сімферополі створений гурток українських соціалістів-революціонерів. У сімферопольській газеті «Тавричанин» з'явився постійний окремий відділ «Українцям». З того часу статті українською в «Тавричанині» друкувалися не раз.

### Революційні події 1917—1920 років

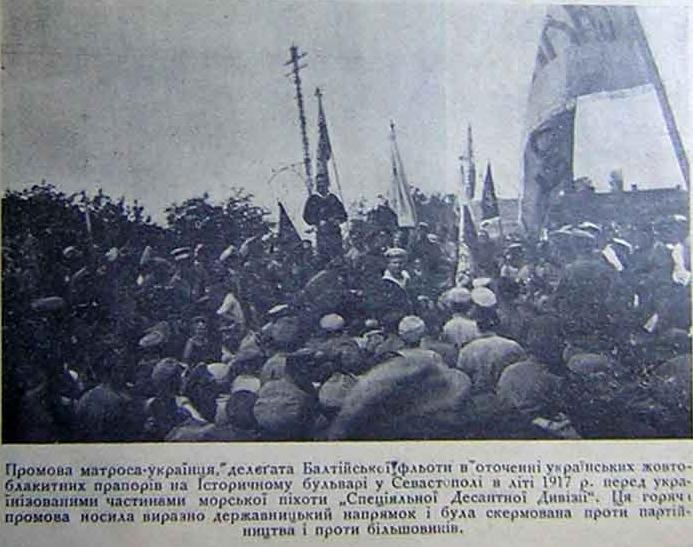
Українська маніфестація в Севастополі, літо 1917 року

Лютнева революція 1917 року стала суттєвим поштовхом до пробудження української національної самосвідомості на теренах колишньої Російської імперії, зокрема — й у Криму. Так, на півострові серед інших виникла невелика група поборників входження Криму до складу України. У березні 1917 року в Сімферополі, Севастополі та інших містах з'явилося декілька українських національних громад. Головою Сімферопольської української громади став викладач гімназії Клименко. Ядром та головним проукраїнським рушієм української севастопольської громади були моряки Чорноморського флоту. На початку квітня 1917 року на других зборах українців була обрана Рада Української чорноморської громади на чолі з директором севастопольської жіночої гімназії В. Лащенком і з осередком у домі Уніон-банку в Севастополі. До кінця квітня 1917 року українці-військовики масово утворювали у своїх сухопутних частинах і на кораблях українські гуртки та ради. 24 травня 1917 року в Сімферополі у Шевченковому святі взяло участь близько 15 тис. осіб, були представники зі Севастополя, Феодосії, від Чорноморського флоту. Того ж дня з українізованих частин Сімферопольського гарнізону, у яких налічувалося 10 тис. осіб з 30 тис. усієї залоги, створено перший український сімферопольський полк ім. гетьмана П. Дорошенка. Полк зайняв окрему казарму, над якою був вивішений синьо-жовтий прапор. У Сімферополі було засноване українське видавництво «Атос», тут та в інших містах Криму почався друк українськомовної літератури.
У другій половині 1917 року загальні збори воїнів-українців Чорноморського флоту та гарнізону, робітників і громадян міста Севастополя протестували проти рішення російського Тимчасового уряду обмежити автономію України 5-ма губерніями (Волинською, Подільською, Київською, Чернігівською та Полтавською — без інших етнічно українських земель). За результатами Третього Військового з'їзду в Києві 20 жовтня 1917 року було ухвалене рішення про українізацію Чорноморського флоту, 70-80 % складу якого тоді становили українці. Після проголошення Українською Центральною Радою 19 листопада 1917 року Третього Універсалу в Севастополі відбувся військовий парад, а майже половина кораблів флоту вивісила український прапор. Всечорноморський з'їзд у листопаді 1917 року ухвалив рішення надіслати на підтримку Центральної Ради 600 озброєних моряків і 17 делегатів від Чорноморського флоту.
З українських партій найбільший вплив мали українські есери на чолі з К. П. Величком та УСДРП. У листопаді 1917 року на виборах у Всеросійські установчі збори українські есери отримали в Таврійській губернії 61 177 голосів з 555 851 (без врахування Перекопського повіту та низки дільниць). За результатами з'їзду представників міських і земських самоуправлінь 20-22 листопада 1917 року в Сімферополі представники від українських національних організацій отримали квоту в 3 місця в Раді народних представників, яка тимчасово стала вищим органом влади в Криму.

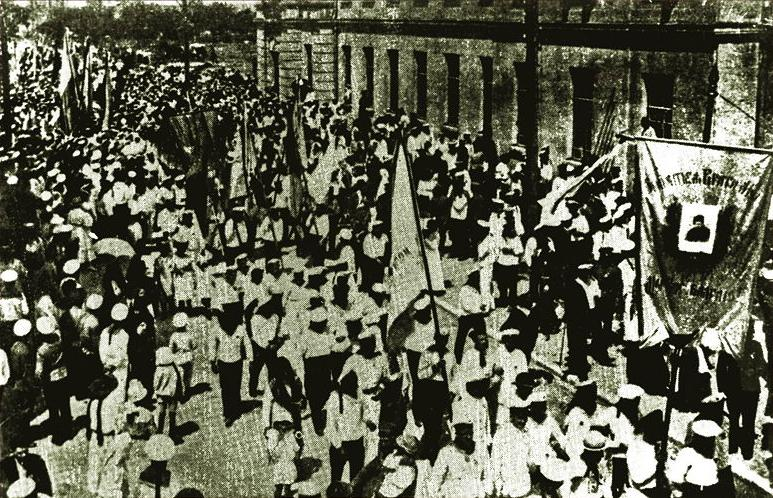
Маніфестація моряків-українців Чорноморського флоту в Севастополі, квітень 1918 року

До 1917 року росіяни та українці складали 60,4 % міського та 35,9 % сільського населення Криму. За переписом 1917 року українців і росіян на півострові налічувалося 399 785 осіб (49,4 %), українську мову рідною вважало 52,6 тис. осіб (7,8 % краю). Частка українців зменшилася у більшості повітів Криму, за винятком Євпаторійського, де вона зросла з 21 % у 1897 році до 43,7 % у 1917 році.
На початку 1918 року українці Севастополя заснували на власні кошти українську 6-класну школу. У квітні 1918 року українське військо на чолі з полковником Петром Болбочаном внаслідок успішного швидкого наступу розбило більшовицькі частини в Криму та зайняло півострів, проте через тиск німецьких союзників було змушене передати владу в Криму німецькій адміністрації.

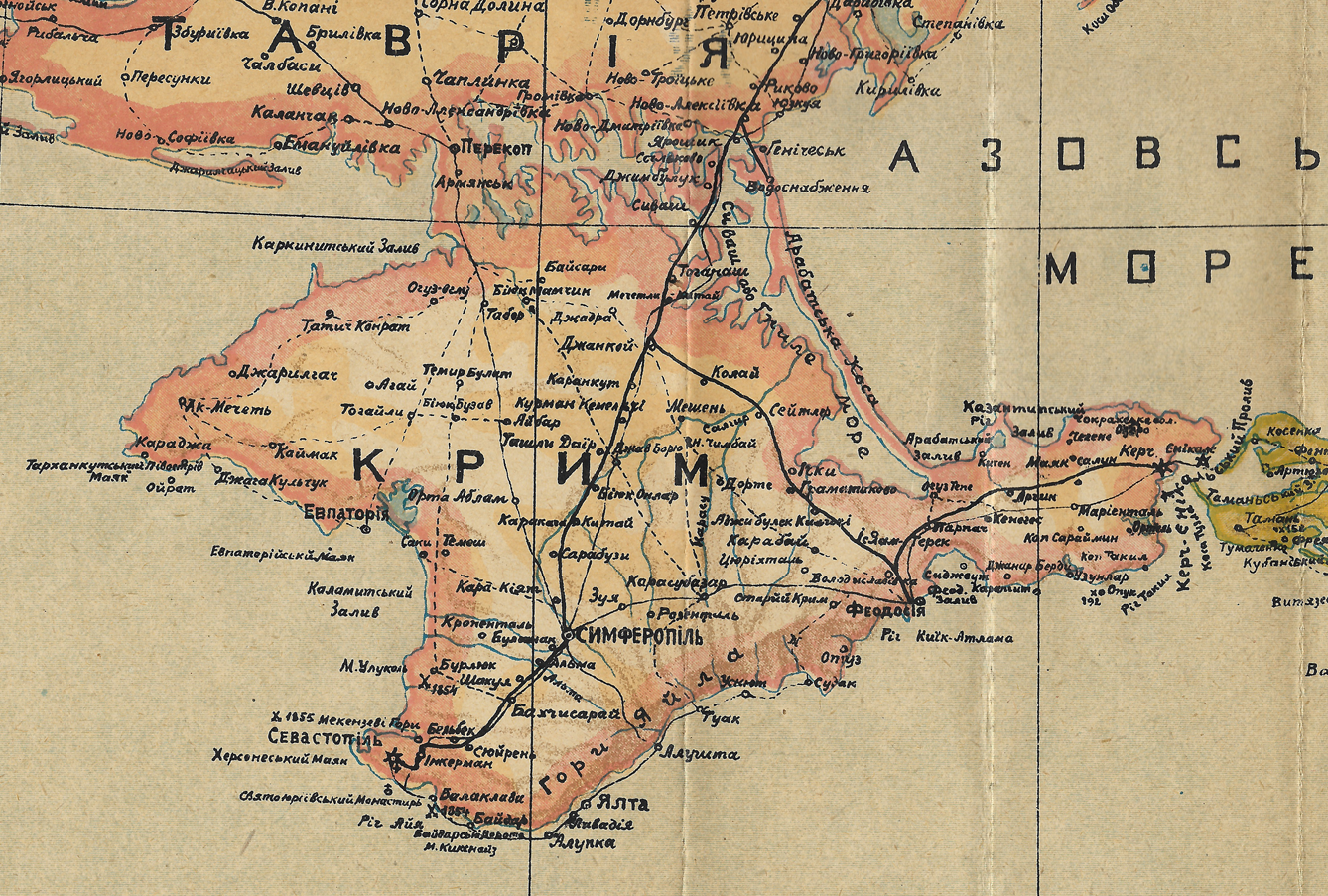
Крим на «Карті України» Степана Рудницького 1918 року з позначенням українського населення в Криму (жовтим кольором)

За повідомленням полковника Химича від 27 травня 1918 року «німці, очищуючи Севастополь від присутності українського елементу, потроху виселяють його, відправляючи в Україну». Водночас кримський уряд на чолі з генералом Сулейманом Сулькевичем у відповідь на спроби гетьманської України включити Крим до складу Української Держави почав переслідувати проукраїнські газети. Попри ці обставини, на півострові продовжували діяти українські громади, про що свідчить, наприклад, з'їзд українців Криму 28-29 серпня 1918 року в помешканні Сімферопольської Української громади, на який прибули представники зі Сімферополя, Ялти, Севастополя, Євпаторії та Алупки; з'їзд ухвалив рішення про намір видавати українські газети, створення українських освітніх і культурно-просвітницьких організацій, а також створення Крайової Української Ради в Криму з осідком у Сімферополі як крайового органу українських кримських організацій. 18 жовтня 1918 року на тлі перемовин урядів Української Держави та Сулькевича про об'єднання Криму з Україною робітничий з'їзд у Сімферополі ухвалив постанову про входження Криму до складу України, а 21 жовтня 1918 року таке ж рішення ухвалило вселюдне зібрання української громади Севастополя.

### У добу Кримської АРСР, німецької влади та РСФРР
До 1920-х років частка українців у населенні півострова зменшилася до 7,4 %. У 1921 році створена Кримська АРСР у складі РРФСР. За переписом 1921 року українці та росіяни в Криму становили 51,5 % населення (усіх українців записали росіянами). У першій половині XX століття, попри наявність української спільноти, більшовицька влада не створювала українських шкіл і не забезпечувала ніяких прав для української мови в Криму. Ба більше, траплялися випадки переслідування українців за українську мову. У 1921 році українська 6-класна школа в Севастополі, заснована ще 1918 року і яка утримувалася на кошти українського кооперативу, була розпущена й тимчасово перетворена на військову частину, а взимку 1921—1922 року відкрита знову вже як російськомовна школа. Зі створених у 1923 році національних сільських рад не було жодної української. Створений у 1922 році в Ялті з ініціативи П. П. Делявського музично-драматичний професійний театр «Українська трупа», без державної підтримки самоліквідувався в 1927 році. На 1926 рік, попри існування місць компактного проживання українців, у Криму не діяло жодної української школи.
До 1922 року українців у Криму нараховувалося 79,2 тис. осіб (13,1 %), з них 51,4 тис. осіб (64,9 %) проживало в сільській місцевості, 27,8 тис. осіб (35,1 %) — у міських поселеннях. За звітом Кримського обласного комітету партії, на 15 березня 1923 року у сільській місцевості Криму проживало 51 519 українців (12,71 %), з них у районах: у Керченському — 12 294 особи (30,77 %), у Євпаторійському — 10 684 особи (21,65 %), у Джанкойському — 11 433 особи (19,56 %), у Сімферопольському — 10 076 осіб (13,92 %), у Феодосійському — 2 245 осіб (4,26 %), у Ялтинському — 1 698 осіб (4,69 %), у Севастопольському — 1 015 осіб (5,39 %), у Карасубазарському — 895 осіб (3,55 %), у Бахчисарайському — 674 особи (1,84 %), у Судацькому — 505 осіб (3,20 %).

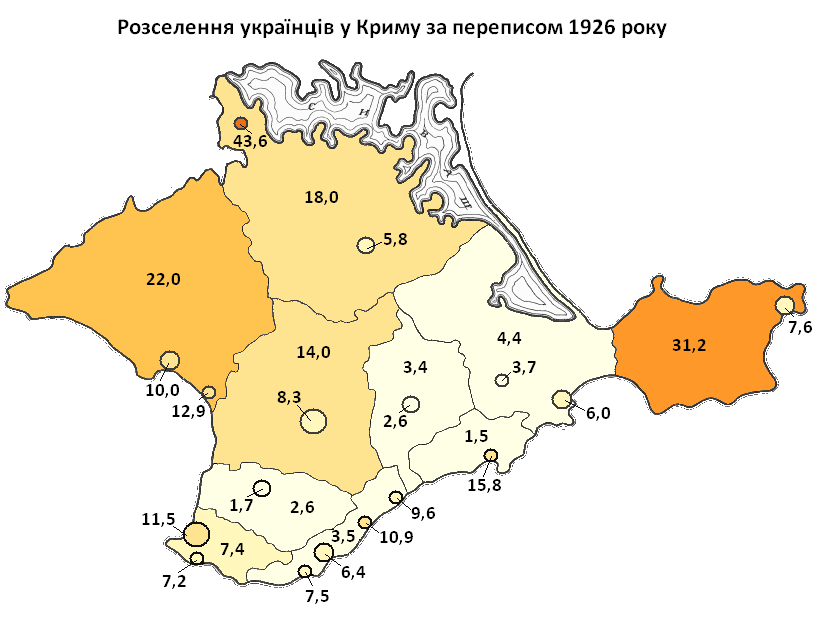
Українці в Криму за даними перепису населення 1926 року

За переписом населення СРСР 1926 року в Криму проживало 77 405 українців (10,84 % населення). Українськомовних було 4,7 % населення півострова. Українці проживали здебільшого у степових районах і мало були представленні в південних районах півострова. Найбільше їх налічувалося в Керченському районі — 12 294 особи (для порівняння, у ньому тоді також проживало 12 822 росіянина), українці становили більшість у населенні 69 населених пунктах району. Найменше українців мешкало у Судацькому районі — 505 осіб. З понад 980 сільських поселень з населенням понад 100 осіб українці становили більшість у 105 населених пунктах Криму. Володимир Сергійчук сумнівається в правдивості перепису 1926 року, порівнюючи кількість статистичних українців-уродженців Криму з кількістю жителів Криму, які народилися в Україні. Про заниження кількості українців за переписом 1926 року писали члени Правління Сімферопольського українського клубу у своєму зверненні до Президії КримЦВК, у якому також звертали увагу на відсутність з боку влади будь-якої допомоги в культурно-освітніх потребах українського населення Криму.
Незначні поступки щодо українців почали робитися лише наприкінці 1920-х років. 1927 року в рамках політики коренізації утворено 3 українські національні сільські ради. Того ж року в Сімферополі відкриті українська середня школа, український клуб і бібліотека з читальним залом. Рішенням Української секції Загальнокримської нацменкультнаради від 20-22 травня 1928 року було створено Український педколектив для проведення підготовчих заходів з переведення на українську мову освітніх закладів (зокрема, шкіл) у місцях компактного розселення українців. Як зазначали члени Українського педколективу, українці тоді ще були слабко зросійщені:
|  | російська культура вплинула тільки на невелику заможну частину письменного населення, яка послуговується українсько-російським жаргоном для відповідей росіянам і взагалі людям з міста. У сільському ж і родинному спілкуванні існує говір переважно український. Що ж до населених пунктів, віддалених від міста і більш пізнього утворення [...] Сімферопольського району і всіх населених пунктів Джанкойського районів, то в них говірка і побут залишається в повній українській своєрідності. |

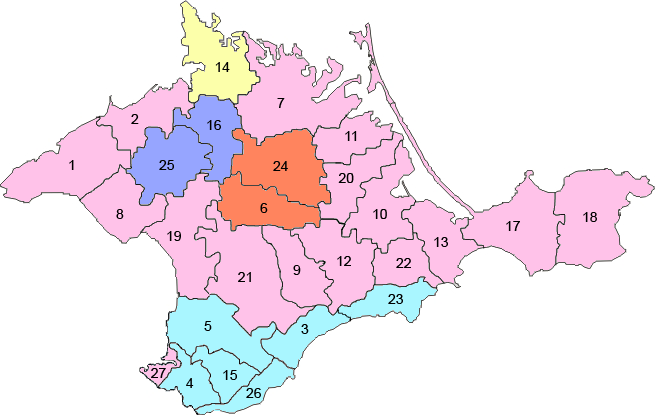
Ішуньський район як український національний у складі КрАРСР, 1930-ті роки

За даними, представленими на Всекримській конференції нацменшин 1930 року, у Криму діяло 17 українських шкіл, серед яких одна неповна середня. На початку 1930-х років на півострові налічувалося вже понад 40 українських шкіл. 1930 року в Криму утворено 16 районів, серед них — Ішуньський як український національний район. Водночас було створено 12 українських національних сільських рад. Проте вже через декілька років на тлі боротьби з «буржуазним націоналізмом» радянська влада відмовилась від адміністративного поділу за національністю та політики «українізації». Указом Наркомосвіти РСФРР від 9 липня 1933 року усі українські школи федерації переводилися на російську мову навчання.

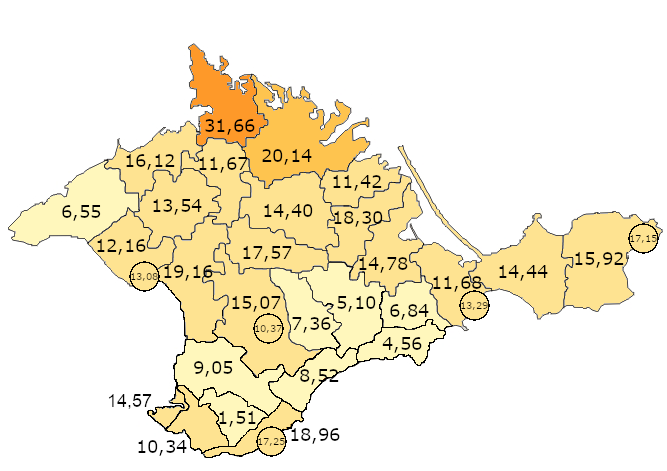
Українці в Криму за даними перепису населення 1939 року

Після 1920-1930-х років разом з боротьбою радянської влади з традиційним укладом життя (закриттям та знищенням церков, зміною свят) посилилася денаціоналізація та зросійщення українців Криму. Попри це, кількість українців продовжувала зростати. За переписом 1930 року в Криму проживало 79 167 українців (10,2 %). До 1933 року українців у Криму налічувалося 95 тис. осіб. За переписом населення СРСР 1939 року в Криму проживало 154 123 українці (13,68 % населення). На 1940 рік у Криму залишалась діяти лише одна українська школа.
Влітку 1941 року, після зайняття Криму німецькою армією, на півострів прибули похідні групи ОУН (р) і ОУН (м) (останні налічували близько півтора десятка членів), які створили в Сімферополі при місцевій управі Бюро допомоги українському населенню. Крім того, заснована українськими націоналістами комісія з дозволу німецької влади здійснювала для мешканців Криму зміни помилково вказаної національності в паспортах з росіян на українців — таких змін було зроблено близько 4 тисяч. Для координації українського руху ними в Криму був створений Український Національний Комітет. На півострові відновив свою роботу український театр, відкривалися українські школи. Хоча початково німецька влада сприяла діяльності ОУН, вона за будь-якої підозри в нелояльності здійснювала над українськими підпільниками розправи. Зокрема, така доля спіткала членів 6 нових похідних груп ОУН, які в січні 1942 року намагалися започаткувати український підпільний рух. Певна частина українського населення також долучалася до радянського партизанського руху — у грудні 1943 року з 3 557 партизан у Криму був 331 українець, на 15 січня 1944 року з 3 733 партизан українцями було 348 осіб.
У травні 1944 року радянська влада провела масштабну депортацію кримських татар з півострова, а вже в червні 1944 року — також вірмен, греків та болгар; німців було виселено ще в серпні-вересні 1941 року. Таким чином у 1944 році в спустошеному Криму залишилося 406 443 жителі, з них 87 657 українців (21,57 %). У Крим замість депортованих згодом почали заселяти українців (зокрема, виселені з українських земель, які відійшли до складу Польщі) і росіян. За планом Державного Комітету Оборони СРСР від 12 серпня 1944 року до Куйбишевського району Криму було переселено з Української РСР 3 023 родини (10 379 осіб), проте через брак місць для поселення 700 родин невеликими групами були розселені в інших районах Криму. Втім, кількість переселених українців могла насправді бути вищою, оскільки за планом на півострів було переселено багато жителів з Кубані, Ставропілля та Вороніжчини, на яких проживала значна частка етнічного українського населення попри те, що адміністративно ці краї були включені до РСФРР. Значна кількість переселенців через складні умови життя протягом наступних декількох років повернулася з Криму додому.
Наступних організованих владою переселень з УРСР до 1950 року не відбувалося, хоча й були неорганізовані прибуття українських селян. У 1950 році була проведена нова хвиля переселення 972 родин з України. Як і у попередні роки, чимало переселенців через складні умови життя поверталося додому. Начальник Головного переселенського управління при Раді Міністрів СРСР С. Черьомушкін 9 березня 1951 року в Києві пропонував вжити заходів з встановлення переселених у 1950 році, які повернулися назад, і проведення серед них «роз'яснювальної роботи щодо повернення в райони вселення». За планом переселення 1951 року з УРСР мало прибути 1 200 родин, що й було виконано на 97 %, 1952 року — 1 400 родин (переселено 1 426 родин), 1953 року переселено 1 285 родин (що було того року навіть більше, ніж переселених з РСФРР). Всього за державними переселеннями в 1944 і 1950—1953 роках у Крим з УРСР переселили 7903 родини, у 1950—1954 роках — 24 968 родин, найбільше — зі Сумської (2 128 родин), Вінницької (1 657 родин) та Чернігівської (1 328 родин) областей.

### У добу УРСР
У 1954 році Кримська область передана з РСФРР до УРСР. Початково до Криму не переселяли із західних областей УРСР, проте з 1957 року переселення почали здійснювати й звідти. У 1955—1957 роках з України до Криму переселено 39 878 родин. За переписом населення СРСР 1959 року в Кримській області налічувалося 267 659 українців (22,28 % населення області), 11,8 % населення Криму було українськомовним. У 1959—1965 роках на півострів переїхало 50 тис. родин з Української РСР, зокрема, зі затоплених Київським водосховищем поселень. За офіційними даними загальна кількість переселених з України до Криму в 1944—1980 роках сягала 500 тис. осіб, за неофіційними — понад 700—800 тис. осіб. Однак значна українська міграція не сильно змінила етнічне обличчя півострова, оскільки українці Криму самі зазнавали швидкої асиміляції росіянами.
Після входження Криму до складу УРСР на півострові почала поширюватись офіційна українська преса, зокрема в 1955—1959 роках виходила українськомовна газета «Радянський Крим». У 1954—1956 роках було проведено декілька заходів з представлення та підтримки української мови та культури в області. У 1954/1955 навчальному році в деяких школах області почали викладати українську мову. У 1957/1958 навчальному році українську мову вже вивчало 26 787 учнів у 1704 класах. Проте, як і в попередні роки, українське життя й надалі дуже слабко підтримувалася, особливо після 1959—1960 років, коли російська мова ставала обов'язковою для вивчення, а інші мови — факультативними, було скорочено кількість годин викладання української мови та припинене видання українських часописів. Так, за доповідною запискою від 26 листопада 1959 року, у 1959/1960 навчальному році з 1089 загальноосвітніх шкіл українських було лише 3, ще в 5 російських школах були окремі українські класи, а всього українською мовою навчалося лише 0,4 % усіх учнів. У 1988 році редакція самвидавчого журналу Української Гельсінської групи «Український вісник» писала, що в Криму тоді не було «ні українських шкіл, ні клубів, ні радіо і телебачення, ні преси, немає ніде й української мови поза побутом українських сіл, звідкіля вона теж активно виганяється».
За переписом населення СРСР 1970 року в Кримській області налічувалося 480 733 українці (26,51 % населення області), 15,6 % населення Криму було українськомовним. За переписом населення СРСР 1979 року в Кримській області проживало 547 336 українців (25,63 % населення області), з них рідною мовою вказало: українську — 288 403 особи (52,69 %), російську — 258 873 особи (47,3 %), іншу — 60 осіб (0,01 %); українську мовою рідною вказало також 2 340 осіб інших національностей (зокрема, 841 росіянин); додатково володінням українською мовою як другою вказало 69 644 українці, 72 048 росіян та 4 362 особи іншої національності. У 1984 році відкритий Ялтинський музей кобзарства Криму та Кубані, засновником якого є бандурист та культуролог Олексій Нирко.
За переписом населення СРСР 1989 року в Кримській області налічувалося 625 919 українців (25,75 % населення області), з них рідною мовою вказало: українську — 328 897 осіб (52,55 %), російську — 296 491 особа (47,37 %), іншу — 531 особа (0,08 %). Крім того, українську рідною зазначило 3 155 осіб неукраїнської національності. У міських поселеннях проживало 373 419 українців (59,66 %), у сільській місцевості — 252 500 українців (40,34 %). Українська мова рідною була для 64,16 % українців-жителів сільської місцевості та для 44,69 % українців-жителів міських поселень. Загалом тоді українськомовних було 13,7 % населення Криму.

### У добу незалежної України
12 лютого 1991 року замість Кримської області створена Автономна Республіка Крим, з 24 серпня 1991 року АРК і Севастополь — у складі незалежної України. У 1991 році в Криму не видавалося жодного українського видання. Для порівняння, у 1991 році на півострові налічувалося 440 російськомовних періодичних видань, деякі з яких видавали україноненависницькі та антитатарські статті. Лише в 1992 році була заснована газета «Кримська світлиця», яка й надалі залишається одним з небагатьох українських кримських видань. За соціологічними опитуваннями початку 1990-х років, лише 2/5 українців півострова вважали, що дотримуються національних традицій та обрядів, половина вважала себе активними вірянами, для 2/3 Крим був батьківщиною (58,4 % українців вважали батьківщиною місце, де вони народилися, 27,3 % — місце, де вони прожили значну частину життя, 7 % — місце, де вони народилися та виросли їхні предки).
Як зазначав віцепрем'єр-міністр України Іван Курас у листі до Комітету Верховної Ради України з питань культури і духовності щодо підтримки українського населення в АРК від 11 червня 1997 року, на території АРК тоді видавалася лише одна українська газета, працював український державний музично-драматичний театр, діяло близько 100 українських професійних та самодіяльних українських колективів, одна українська школа та 23 українські класи у російських школах, водночас спостерігалося зменшення кількості учнів в останніх і в україномовних дошкільних закладах, був брак українськомовної літератури та кваліфікованих викладачів, а в місцях компактного проживання українців не було місцевого українського радіомовлення. На початок 2000 року з 498 зареєстрованих у Криму видань 35 було українсько-російськомовних і лише 4 — українськомовних. Станом на 2000 рік на півострові існувало 6 об'єктів традиційної культури українців Криму, серед них — музей «Українська хата» в селі Новомиколаївка Ленінського району.

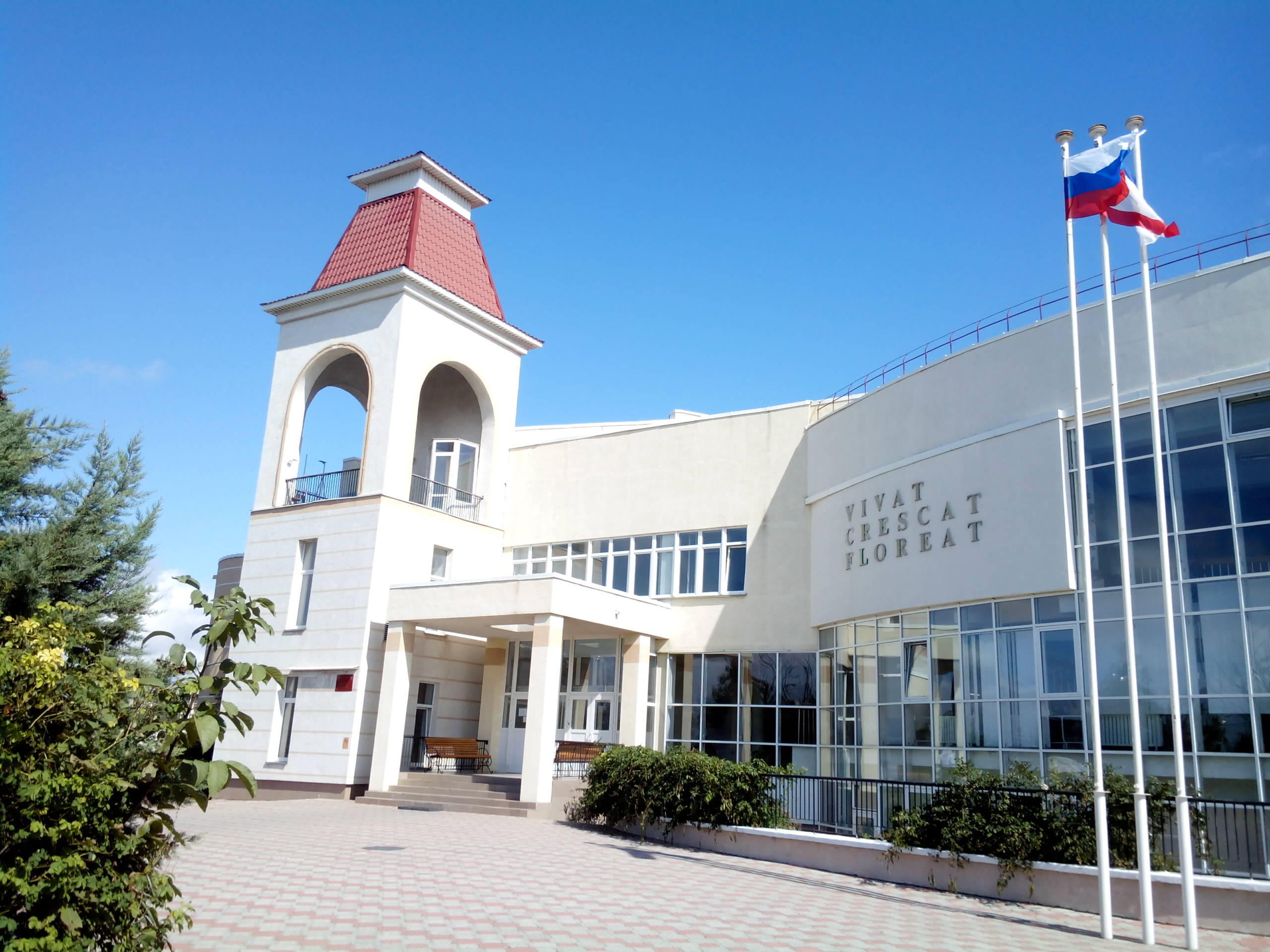
НВК «Українська школа-гімназія» в Сімферополі, 2014 рік

За Всеукраїнським переписом населення 2001 року в Автономній Республіці Крим проживало 492 227 українців (24,32 % населення АРК), з них рідною мовою вказало: українську — 198 855 осіб (40,4 %), російську — 292 923 особи (59,51 %), іншу — 171 особа (0,03 %). Тоді ж у Севастополі налічувалося 84 420 українців (22,38 % населення Севастопольської міськради), з них рідною мовою вказало: українську — 25 003 особи (29,62 %), російську — 59 211 осіб (70,14 %), іншу — 18 осіб (0,02 %).
Підтримка українського населення півострова з боку держави за часів незалежності України була дуже слабкою, українці зазнавали неодноразових переслідувань. У 2006 році з 583 шкіл Криму лише 4 були україномовними, а з 23,4 % школярів-українців українською мовою навчалися лише 0,7 %. На 2008 рік єдиною регулярною українськомовною газетою Криму була «Кримська світлиця», присвячена українській культурі та українському життю на півострові. Але навіть ця єдина українська газета неодноразово стикалася з браком фінансування. У 2010 році в селі Красний Мак Бахчисарайського району відкритий музей української народної архітектури та побуту «Рідне село».

### У добу російської окупації

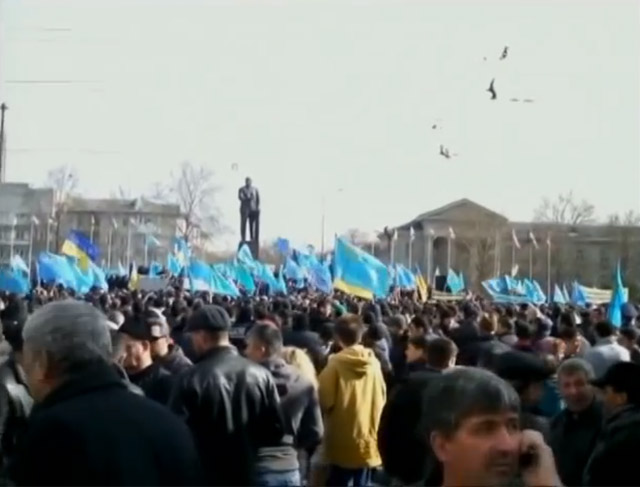
Проукраїнська маніфестація у Сімферополі, лютий 2014 року

У 2014 році на тлі втечі представників вищої державної влади України в Росію остання скористалася становищем і окупувала Автономну Республіку Крим і Севастополь. Восени того ж року російська влада провела в окупованому Криму перепис населення, за яким на півострові налічувалося 344,5 тис. українців (15,7 %), а рідною українську мову вказало рідною лише 3,3 % населення Криму. На думку соціологині Ірини Бекешкіни, таке скорочення кількості українців було обумовлене зміною ідентифікації частини українського населення з українців на росіян. Після окупації багато етнічних українців та кримських татар стали виїжджати з Криму на материкову частину України. Станом на 15 серпня 2019 року на материковій частині України офіційно на обліку перебувало 40 733 переселенці з окупованого півострова. Паралельно цьому, як звертали увагу у 2018 році діячі кримськотатарського руху, у Крим за сприяння російської влади за 4 роки окупації переїхало декілька сотень тисяч росіян. Усе це створює підстави для подальшої докорінної зміни етнічної структури півострова.
Після окупації Криму українці стали однією з найбільш дискримінованих окупаційною російською владою етнічних спільнот півострова. Окупаційна влада проводить переслідування українських громадських діячів, антиукраїнську пропаганду, робить ксенофобські та шовіністські заяви, переслідує українські релігійні громади, здійснює заборону діяльності українських громадських і політичних організацій, обмеження сфери використання української мови та української національної символіки. Так, ще в першій половині 2014 року робилися заміни українськомовних вивісок на російські, у квітні 2014 року в Севастополі демонтовані пам'ятник Петрові Сагайдачному і пам'ятний знак на честь 10-річчя Військово-морських сил України, у серпні 2014 року було заявлено про перенавчання 250 вчителів української мови та літератури на російських, у вересні 2014 року в Таврійському університеті ліквідований факультет української мови (натомість утворена кафедра української філології), у листопаді 2014 року перейменований Кримський академічний український музичний театр на Державний академічний музичний театр Республіки Крим, а єдина Українська школа-гімназія в Сімферополі переведена на російську мову навчання та перейменована на Сімферопольську академічну гімназію, у грудні 2014 року через тиск закрилася українська дитяча театральна студія «Світанок», у березні 2016 року під приводом ремонту закрили музей Лесі Українки в Ялті, того ж місяця російське ФСБ провело обшуки в приміщенні українського товариства «Просвіта» в Севастополі, де вилучила понад 250 «екстремістських матеріалів». Силовими структурами окупаційної влади було затримано низку українських діячів, зокрема, Андрія Щекуна, Анатолія Ковальського та інших, до деяких затриманих застосовували тортури. Російські військовики захопили більшість храмів Православної церкви України — станом на жовтень 2018 року в Криму припинило свою роботу 38 з 46 українських парафій. На червень 2019 залишилася діяти лише одна церква ПЦУ, але й вона за судовим рішенням під виглядом ремонту була пограбована. За словами архієпископа Сімферопольського і Кримського Климента, ці ворожі дії російської окупаційної влади до української церкви спрямовані на повне знищення в Криму української ідентичності та українців як окремої нації.
У Сімферополі під час російської окупації робилися спроби перейменувати Кримську республіканську бібліотеку імені Івана Франка і кінотеатр імені Тараса Шевченка, лунали заклики демонтувати і погруддя Кобзаря у парку його імені. Натепер цього не сталося, втім, окупація Росією Криму унеможливила відкриття пам’ятника Т. Шевченку в Джанкої, яке було анонсовано восени 2013 р., та в селищі Новоозерному Євпаторійського регіону, де навіть демонтували закладний камінь пам’ятника. В Ялті та Феодосії школи позбавили імен українських культурних діячів С. Руданського та О. Теліги. Приватний скансен – Музей української народної архітектури та побуту «Рідне село» у Бахчисарайському районі, основу якого складають українські архітектурні споруди, після 2014 р. перейменували у «Славянскую деревню».
У травні 2015 року в Криму був створений Український культурний центр, учасники якого ставили за мету збереження української культури та мови на півострові. За проведення заходів з відзначення українських пам'ятних дат членів центру неодноразово затримували російські силові відомства, у деяких з учасників вдома проводилися обшуки, декількох було притягнуто російським судом до адміністративної відповідальності, вони зазнали переслідувань за свої погляди на побутовому рівні. У серпні 2017 року центр почав видання українською та російською мовами газети «Кримський терен».
У 2015 році, після переслідувань членів УКЦ, була створена організація «Українська громада Криму» на чолі з членом «Єдиної Росії» Олегом Усиком, але яка пізніше припинила існування. У 2018 році в Криму заснована нова легальна громадська організація «Українська громада Криму» на чолі з членкинею «Молодої Гвардії Єдиної Росії» Анастасією Гридчиною. Ця організація висловлює підтримку діям російської влади, заперечує факти переслідування українців на півострові, бере участь в офіційних заходах місцевої окупаційної влади, проводить нечисленні з'їзди української діаспори в Криму та створила українськомовний вебсайт «Переяславська рада 2.0». На думку історика Андрія Іванця та журналістів проєкту Крим.Реалії, насправді проблемами українців Криму ця організація ніяк не опікується й була створена як засіб інформаційної війни.
За ухваленою у квітні 2014 року Конституцією Республіки Крим українська мова стала однією з державних цього суб'єкту (разом з російською та кримськотатарською). Попри це, сфера використання української мови постійно скорочується. Після окупації 2014 року вивчення української мови на півострові зробили факультативним, а в офіційному діловодстві її використання припинене взагалі. Продовжує скорочуватися кількість учнів з українською мовою навчання. За офіційною російською статистикою у 2016/2017 навчальному році українською мовою навчалося 12 892 учні, у 2017/2018 навчальному році — 6,4 тис. учнів. Водночас за даними українських та міжнародних спостерігачів справжня кількість учнів з українською мовою навчання набагато нижча за офіційно заявлену. За даними Кримської правозахисної групи, за час окупації кількість учнів, які навчалися українською мовою, зменшилася в 31 раз — з 13 589 учнів у 2013 році до 371 учня у 2016 році. У квітні 2017 року після звернення України Міжнародний суд ООН у Гаазі розглянув справу про порушення Росією Міжнародної конвенції про ліквідацію всіх форм расової дискримінації та ухвалив рішення, за яким Росія повинна забезпечувати можливості викладання на півострові українською мовою. За даними ООН у 2017/2018 навчальному році в Криму налічувалося 318 учнів, які навчалися українською мовою. До окупації в Криму діяло 7 українських шкіл, проте до 2018 усі вони були переведені на російську мову. За офіційними даними російського Міністерства освіти Криму, у 2018/2019 навчальному році в Криму з 200 700 дітей лише 249 (0,2 %) навчалося українською мовою, працювала одна українськомовна школа та 5 шкіл, в яких діяло 8 класів з українською мовою навчання. За повідомленням Кримської правозахисної групи 2019 року, у Криму не залишилося жодної школи з українською мовою навчання, а українськомовних класів було навіть менше, ніж офіційно стверджується.
Деякі діячі (зокрема, кримськотатарські, які мають менш чисельну, проте організованішу за українців спільноту) зауважують, що, попри велику статистичну чисельність, більшість етнічних українців Криму рідко мають політичні проукраїнські погляди. Водночас, з цією думкою не погоджується низка кримських українців.

## Чисельність
Кількість і частка українців у населенні Криму за районами та міськими радами за переписом 2001 року:
| Район / міська рада            | Осіб    | %     | Рідна мова | Рідна мова | Рідна мова | Рідна мова | Рідна мова | Рідна мова        | Рідна мова        | Населення загалом |
| Район / міська рада            | Осіб    | %     | Українська | Українська | Українська | Російська  | Російська  | Інші / не вказали | Інші / не вказали | Населення загалом |
| Район / міська рада            | Осіб    | %     | Осіб       | %          | Осіб ін.   | Осіб       | %          | Осіб              | %                 | Населення загалом |
| ------------------------------ | ------- | ----- | ---------- | ---------- | ---------- | ---------- | ---------- | ----------------- | ----------------- | ----------------- |
| Сімферополь (міськрада)        | 76 147  | 21,26 | 22 176     | 29,12      | 568        | 53 940     | 70,84      | 31                | 0,04              | 358 108           |
| Алушта (міськрада)             | 11 987  | 22,96 | 4 967      | 41,44      | 84         | 7 008      | 58,46      | 12                | 0,10              | 52 215            |
| Армянськ (міськрада)           | 9 722   | 36,19 | 4 432      | 45,59      | 108        | 5 287      | 54,38      | 3                 | 0,03              | 26 867            |
| м. Джанкой                     | 11 106  | 25,91 | 3 156      | 28,42      | 100        | 7 941      | 71,50      | 9                 | 0,08              | 42 861            |
| Євпаторія (міськрада)          | 27 429  | 23,33 | 10 057     | 36,67      | 207        | 17 366     | 63,31      | 6                 | 0,02              | 117 565           |
| м. Керч                        | 24 298  | 15,36 | 8 154      | 33,56      | 180        | 16 067     | 66,12      | 77                | 0,32              | 158 165           |
| м. Красноперекопськ            | 12 631  | 40,87 | 4 979      | 39,42      | 114        | 7 645      | 60,53      | 7                 | 0,06              | 30 902            |
| м. Саки                        | 6 938   | 24,33 | 2 476      | 35,69      | 54         | 4 460      | 64,28      | 2                 | 0,03              | 28 522            |
| Судак (міськрада)              | 5 173   | 17,57 | 2 430      | 46,97      | 49         | 2 726      | 52,70      | 17                | 0,33              | 29 448            |
| Феодосія (міськрада)           | 20 416  | 18,77 | 7 855      | 38,47      | 144        | 12 556     | 61,50      | 5                 | 0,02              | 108 788           |
| Ялта (міськрада)               | 38 604  | 27,66 | 13 768     | 35,66      | 360        | 24 744     | 64,10      | 92                | 0,24              | 139 584           |
| Бахчисарайський район          | 18 158  | 19,62 | 7 458      | 41,07      | 138        | 10 680     | 58,82      | 20                | 0,11              | 92 542            |
| Білогірський район             | 10 749  | 16,17 | 5 168      | 48,08      | 98         | 5 573      | 51,85      | 8                 | 0,07              | 66 458            |
| Джанкойський район             | 27 788  | 33,75 | 12 714     | 45,75      | 323        | 15 062     | 54,20      | 12                | 0,04              | 82 328            |
| Кіровський район               | 10 219  | 17,61 | 4 796      | 46,93      | 66         | 5 417      | 53,01      | 6                 | 0,06              | 58 016            |
| Красногвардійський район       | 25 563  | 27,26 | 11 004     | 43,05      | 189        | 14 540     | 56,88      | 19                | 0,07              | 93 782            |
| Красноперекопський район       | 13 822  | 43,41 | 8 417      | 60,90      | 112        | 5 394      | 39,02      | 11                | 0,08              | 31 843            |
| Ленінський район               | 15 950  | 22,91 | 7 283      | 45,66      | 78         | 8 650      | 54,23      | 17                | 0,11              | 69 629            |
| Нижньогірський район           | 16 419  | 28,82 | 5 894      | 35,90      | 70         | 10 515     | 64,04      | 10                | 0,06              | 56 976            |
| Первомайський район            | 15 317  | 37,94 | 7 661      | 50,02      | 118        | 7 647      | 49,92      | 9                 | 0,06              | 40 367            |
| Роздольненський район          | 14 896  | 40,06 | 7 604      | 51,05      | 145        | 7 279      | 48,87      | 13                | 0,09              | 37 185            |
| Сакський район                 | 25 517  | 31,52 | 13 533     | 53,04      | 161        | 11 976     | 46,93      | 8                 | 0,03              | 80 964            |
| Сімферопольський район         | 35 098  | 23,52 | 14 123     | 40,24      | 238        | 20 935     | 59,65      | 40                | 0,11              | 149 253           |
| Совєтський район               | 8 287   | 22,05 | 3 829      | 46,20      | 72         | 4 455      | 53,76      | 3                 | 0,04              | 37 576            |
| Чорноморський район            | 9 993   | 29,29 | 4 921      | 49,24      | 130        | 5 060      | 50,64      | 12                | 0,12              | 34 112            |
| Автономна Республіка Крим      | 492 227 | 24,32 | 198 855    | 40,40      | 3 906      | 292 923    | 59,51      | 449               | 0,09              | 2 024 056         |
| Севастополь (міськрада)        | 84 420  | 22,38 | 25 003     | 29,62      | 486        | 59 211     | 70,14      | 206               | 0,24              | 377 153           |
| Крим (АРК і Севастополь разом) | 576 647 | 24,01 | 223 858    | 38,82      | 4 392      | 352 134    | 61,07      | 655               | 0,11              | 2 401 209         |

## Мова
За даними переписів основними двома мовами, які українці Криму вважають рідними, є українська та російська. Частка українськомовного населення серед українців Криму і в населенні Криму загалом за роками:
|                     | 1897   | 1926   | 1959    | 1970    | 1979    | 1989    | 2001    |
| ------------------- | ------ | ------ | ------- | ------- | ------- | ------- | ------- |
| Українці Криму      | н/д    | 43,3 % | 52,97 % | 58,85 % | 52,69 % | 52,55 % | 38,82 % |
| Все населення Криму | 11,8 % | 4,7 %  | 11,91 % | 15,71 % | 13,61 % | 13,66 % | 9,51 %  |

### Поширення у населених пунктах Криму
Населені пункти Криму, у яких українську назвали рідною понад 50% населення:
| населений пункт    | район              | %    |
| ------------------ | ------------------ | ---- |
| с. Пролетарка      | Красноперекопський | 82,4 |
| с. П'ятихатка      | Красноперекопський | 61,4 |
| с. Прозрачне       | Джанкойський       | 57,1 |
| с. Знам'янка       | Красноперекопський | 56,5 |
| с. Красноармійське | Роздольненський    | 54,2 |
| с. Мельничне       | Первомайський      | 50,4 |

## Топоніми
Значна кількість топонімів Криму має українське походження. Зокрема, це:
- давні українські поселення (Мазанка, Зоряне, Зоря, Колоски, Чоботарка, Червоне тощо)
- українські назви поселень, пов'язані з вказівкою на місцевість (Глибокий Яр, Білоглинка, Левадки, Карпова Балка, Затишне, Вишняківка, Копані тощо)
- залишки козацьких зимівників, які стали хуторами або зникли (Козачий Яр, Горлиця, Запорізьке, Козаче, Криничне, Кринички, Хмельницьке тощо)
- поселення, названі на честь відомих українців (Богданівка, Дорошенкове, Шевченкове, Осипенко тощо)
- назви поселень, що вказують на українське походження переселенців (Дніпровка, Вінницьке, Українка, Полтавка, Полтавське, Сумське, Ніжинське тощо)
- топоніми, що виникли внаслідок козацької присутності (Гайдамацькі печери та козацька фортеця «Борзівка» на околиці села Осовиного, Гайдамацькі скелі біля села Войкового[14])

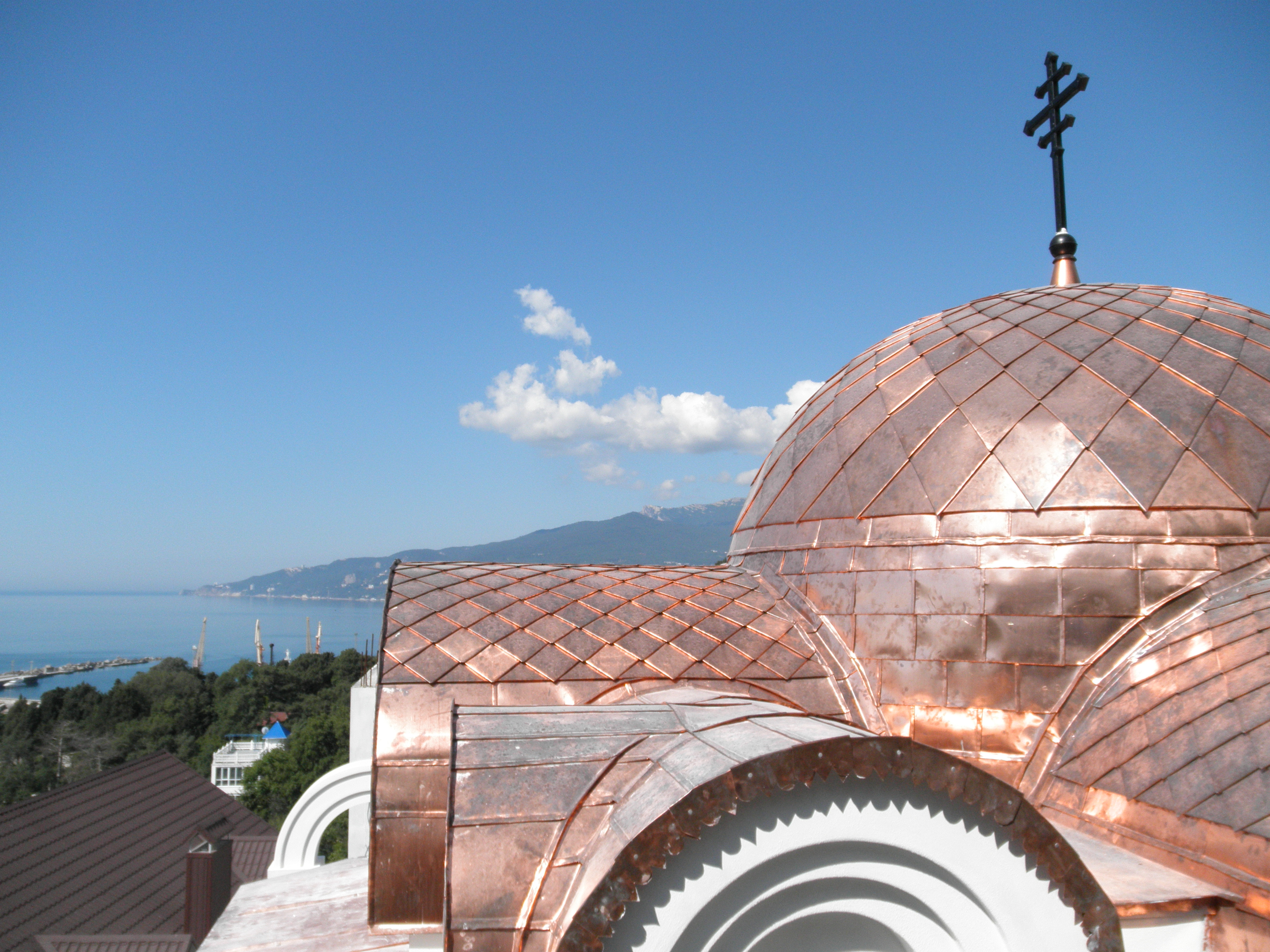
Єдиний храм УГКЦ, що діяв до окупації. Храм Пресвятої Трійці у місті Ялта

## Релігія
Більшість українців Криму сповідують християнство (православ'я, католицизм, протестантизм), також невелика частина сповідує Іслам.

## Відомі українці в Криму

### Уродженці Криму

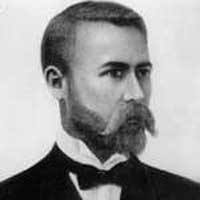
Іван Липа

Відомі уродженці Криму, про чиє українське походження відомо:
- Афанасьєв Геннадій Сергійович[194] (нар. 1990) — український громадський діяч, політв'язень.
- Горська Алла (нар. 1929) — українська шістдесятниця.
- Климент[195] (в миру Кущ Павло Миколайович, нар. 1969) — архієрей Православної церкви України, архієпископ Сімферопольський і Кримський.
- Костовський Олександр Микитович[196] (1917—2005) — український математик, кібернетик, програміст.
- Липа Іван Львович[59] (1865—1923) — український громадський і політичний діяч, письменник, видавець, лікар.
- Лосєв Ігор Васильович[156] (нар. 1955) — український політолог, публіцист, колумніст, журналіст.
- Сенцов Олег Геннадійович[* 7] (нар. 1976) — український кінорежисер, сценарист та письменник, громадський активіст, політв'язень.
- Усик Олександр Олександрович[198] (нар. 1987) — професійний український боксер, абсолютний чемпіон світу в першій важкій вазі, олімпійський чемпіон, чемпіон світу, чемпіон Європи, багаторазовий чемпіон України.
- Пекарчук Харитина[199] (1894—1973) — українська громадська та військова діячка, хорунжа Армії УНР.
- Цемко Андрій Павлович[200] (1887—1956) — український бандурист, диригент, режисер, актор, антрепренер, педагог.

### Пов'язані з Кримом
Знаковими є відвідування Криму багатьма відомими українцями, зокрема Степаном Руданським у 1861 році, неодноразово Лесею Українкою в 1890-1900-х роках, Михайлом Коцюбинським у 1895—1896 роках, Гнатом Хоткевичем у 1902 році, Петром Порошенком у 2014 році тощо. Українці, які народилися за межами Криму, але значну частину свого життя проживали та працювали в Криму:
- Близнюк Петро Степанович[203][199] (1880—?) — український громадський діяч, комісар Української Центральної Ради в Таврії, один із засновників гуртка товариства «Просвіта» в Сімферополі.
- Буханець Михайло Самійлович[204] (1897—1975) — український бандурист, скрипаль, художник-аматор, репортер, дендролог.
- Горянський Павло Єрофійович[165] (1878—1935) — український педагог, громадський діяч, публіцист, засновник і голова Ялтинської Громади Українців, голова Малої Ради українців Криму.
- Кіндрачук Остап Юрійович[205] (нар. 1937) — український кобзар і бандурист у Криму.
- Кобзар-Лудильник Карпо[206] (1870—1940) — український бандурист у Криму.
- Кононенко Данило Андрійович[165] (1942—2015) — український поет, перекладач, публіцист, український громадський діяч у Криму.
- Кулинич Василь Мусійович[206] (1901—1972) — культуролог, винахідник, годинниковий майстер, кадровий військовий, ветеран двох світових війн, начальник штабу Ялтинського партизанського загону.
- Михайло Дорошенко (? — 1628) — український військовий діяч, з 1618 року — козацький полковник, реєстровий козацький гетьман.
- Нирко Олексій Федорович[207] (1926—2005) — український бандурист, історик мистецтва, культуролог, голова Ялтинської «Просвіти», керівник капели бандуристів ім. Руданського в Ялті.
- Роїк Віра Сергіївна[208] (1911—2010) — українська вишивальниця, заслужена майстриня народної творчості України, Герой України, почесна громадянка Сімферополя.
- Хелемеля Віра Іларіонівна[209] (нар. 1935) — українська бандуристка в Криму.
- Щекун Андрій Степанович[166] (нар. 1973) — український журналіст, громадський діяч, видавець, головний редактор газети «Кримська світлиця».

## Галерея

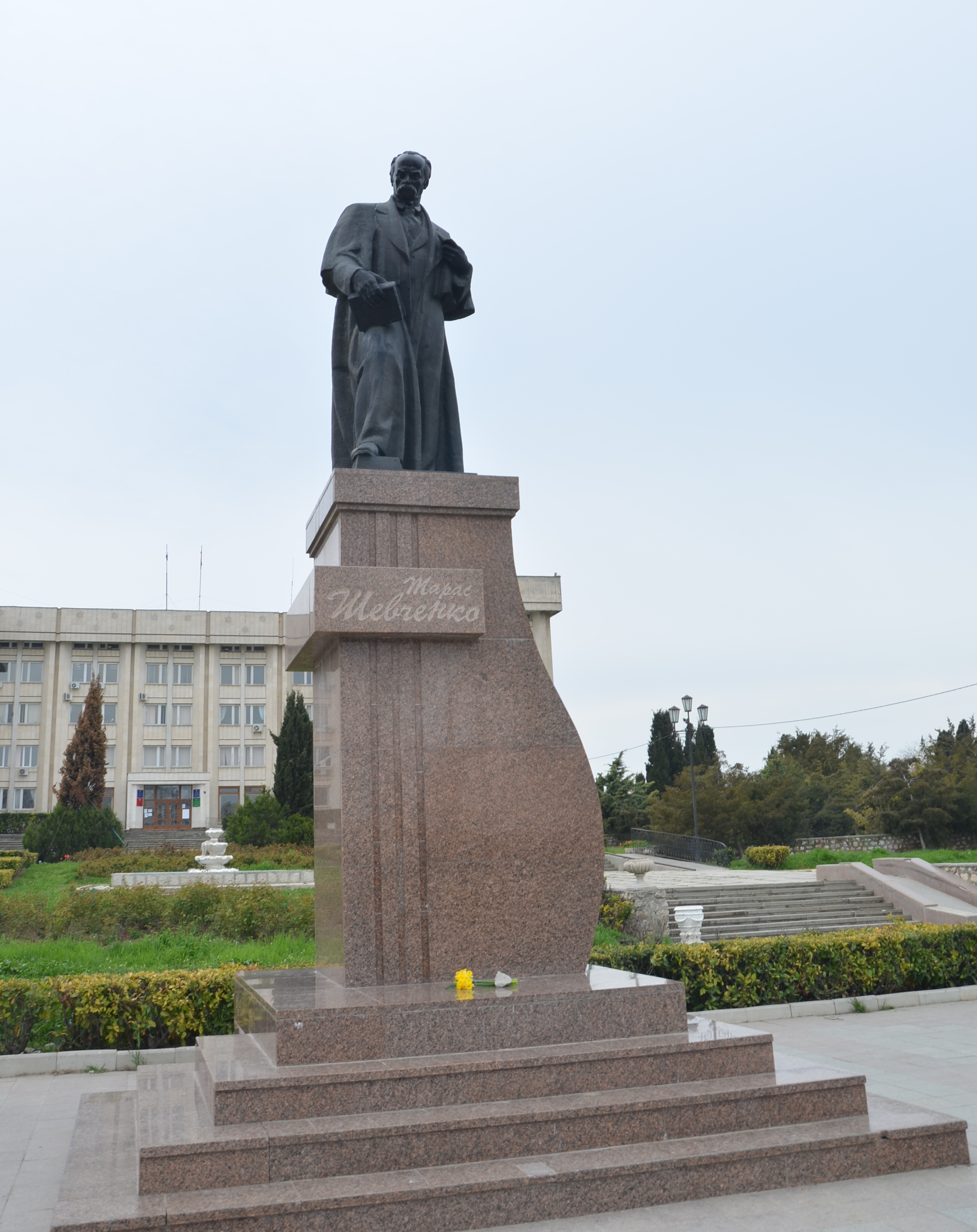
Пам'ятник Тарасові Шевченку у місті Севастополь
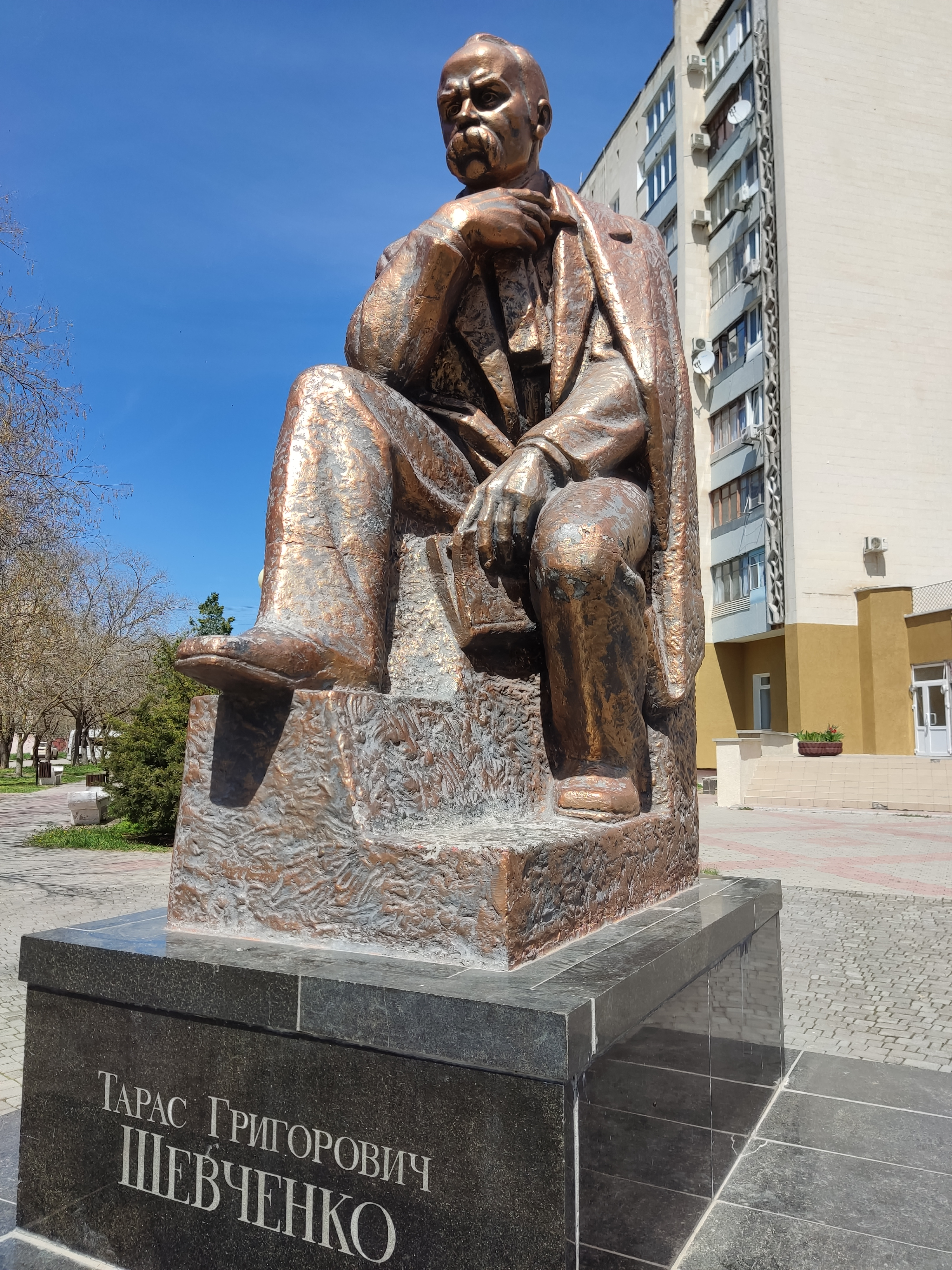
Пам'ятник Тарасу Шевченку у місті Євпаторія
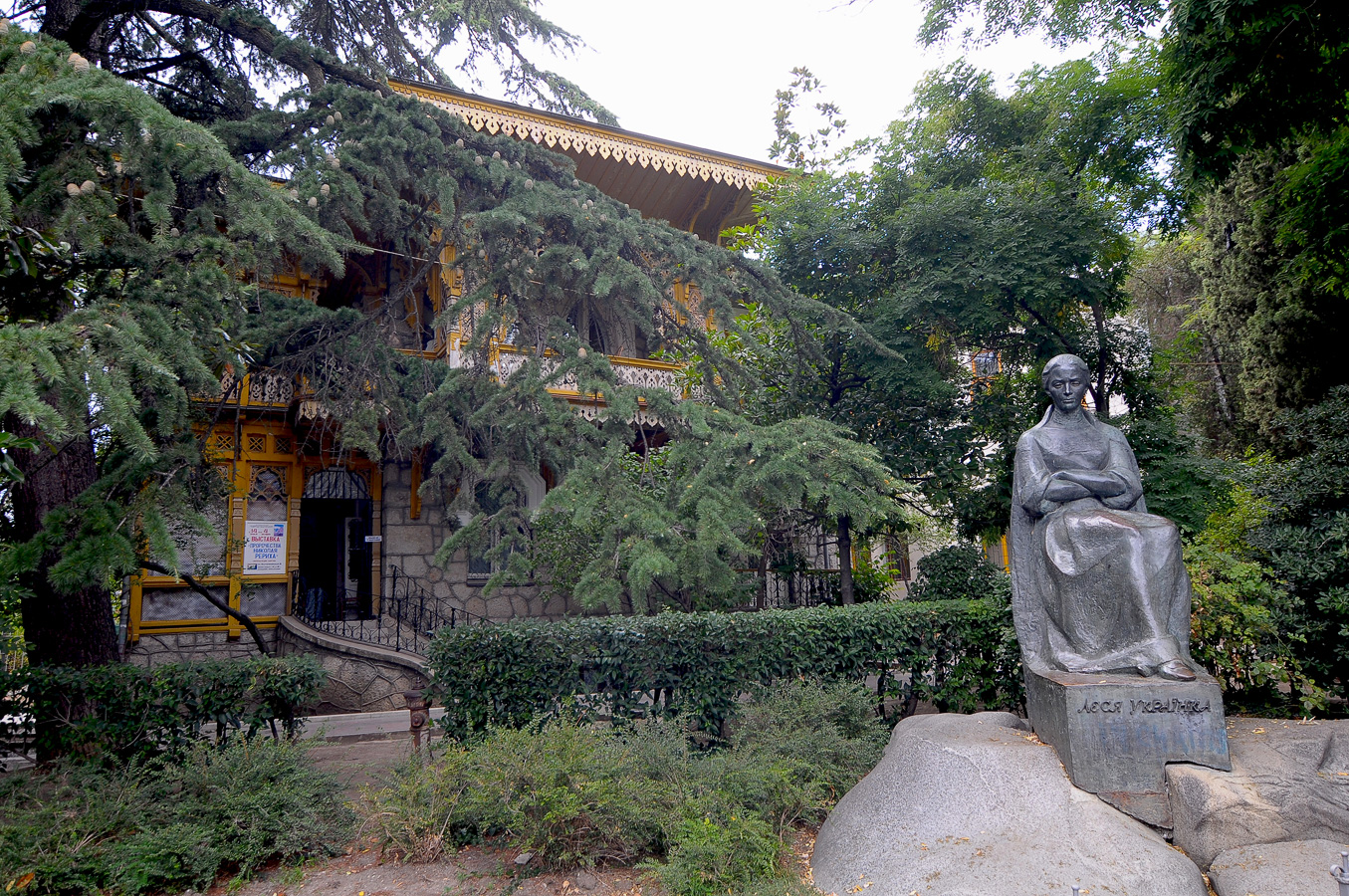
Музей Лесі Українки у місті Ялта

## Зауваги
1. ↑  Точне датування та обставини становлення української мови й українців як окремого народу та свідомої нації є предметом наукових суперечок (див. Етногенез українців, Історія української мови). За етнографом Володимиром Горленком «становлення української народності (зародження та формування) відбулося в 12-15 ст. на основі південно-західної частини східнослов'янського населення, яке входило раніше до складу давньоруської держави — Київської Русі (9-12 ст.)»[3].
 Спільна етнічна самоназва «українці» утвердилася у XIX — на початку XX століття, до цього українці використовували самоназви «русь», «русини», «козаки», «малороси» тощо[4].
2. ↑  Варто, однак, брати до уваги, що в Криму жило багато християн різних національностей. Наприклад, під час підготування до походу на Крим у 1735 році у своєму листі до російської імператриці Анни Іванівни фельдмаршал Мініх згадує, що на півострові проживає 20 тис. родин християн[12]. Вже наступного 1736 року, під час спалення Бахчисараю російським військом на чолі з Мініхом, виявилося, що третина будинків у місті належала православним грекам й у ньому діяла католицька єзуїтська місія[16].
3. ↑  За V ревізією 1795 року українці становили 26,7% населення Курської губернії[52].
4. ↑  За іншими даними на 1930 рік українських сільських рад було менше — 10[7], або ж 3[110].
5. ↑  Тут і далі наведені офіційні російські та радянські дані. Часто російські та радянські статистичні джерела не розрізняли українців і росіян[59][48][188][7][56]. Ті ж, які розрізняли, у низки дослідників (В. Сергійчука, Я. Дашкевича, П. Брицького) викликають сумніви в їхній правдивості[59][189][19].
6. ↑  Перепис 1897 року дає змогу встановити лише кількість українськомовних, без кількості українців, які вказали інші мови рідними.
7. ↑  Ідентифікує себе українцем не за походженням, а за переконаннями[197].
8. 1 2 3  Транслюється/видається також кримськотатарською та російською мовами.

### Книги
- Бикова Т. Б. Політичне та соціально-економічне становище в Криму (від середини XVIII ст. до 1917 р.). — Київ, 2015.
- Кабузан В. М.[ru]. Украинцы в мире. Динамика численности и расселения 20-е годы XVIII века - 1989 год : формирование этнических и политических границ украинского этноса / В. М. Кабузан; Рос. акад. наук, Ин-т рос. истории. — Москва : Наука, 2006. — 657 с. — ISBN 5-02-033991-1. (рос.)
- Крим в етнополітичному вимірі / авт. кол.: М. Панчук (кер.) та ін.; ред. кол.: І. Ф. Курас (гол.) та ін.; рец.: д. і. н. О. Майборода, д. і. н., чл.-кор. НАН України В. Євтух ; Національна академія наук України (Київ), Інститут політичних і етнонаціональних досліджень НАН України. — Київ : Світогляд, 2005. — 533 с.
- Крим в умовах суспільно-політичних трансформацій (1940–2015): Збірник документів та матеріалів / Упоряд.: О. Г. Бажан (керівник), О. В. Бажан, С. М. Блащук, Г. В. Боряк, С. І. Власенко, Н. В. Маковська. — К. : Інститут історії України НАН України, 2016. — 1092 с. — ISBN 978-966-02-7838-7.
- Кримський А. Е. Про долю українських полоняників у Кримському ханстві / Сторінки з історії Криму // Студії з Криму, I-IX : відбитки з "Записок Історично-Філологічного Відділу" / ред. А. Е. Кримський. — Київ, 1930. — С. 14-17. — (Збірник Історично-Філологічного Відділу / УАН ; № 89)
- Мільчев В. І. Нариси з історії запорозького козацтва XVIII століття (спроба історичної реконструкції на основі писемних джерел). — Запоріжжя : РА «Тандем-У», 2009. — 108 с. — ISBN 978-966-8985-00-3.
- Науменко Л. А., Таратухина Е. Е. Восточные славяне Крыма. Одежда, обувь, аксессуары. — Симферополь : Деметра, 2013. — 160 с. — ISBN 978-966-1538-48-0. (рос.)
- Нирко О. «Кобзарство Криму та Кубані». Наукове видання. — Львів : Видавництво Університету «Львівський Ставропігіон», 2015. — 162 с. — ISBN 978-966-8067-43-10.
- Сергійчук В. І. Етнічні межі і державний кордон України. — Вид. 3-є. — К. : ПП Сергійчук M. І, 2008. — 560 с. — ISBN 978-966-2911-24-4.
- Яблоновська Н. В. Кримська журналістика: етнічні аспекти : навч. посіб / Н. В. Яблоновська; М-во освіти і науки України, Тавр. гуманітар.-екол. ін-т. — Сімферополь : РВВ ТГЕІ, 2008. — 288 с.

### Статті
- Дашкевич Я. Українці в Криму (XV – початок ХХ ст.) // “Учи неложними устами сказати правду…”. Історична есеїстика. — Київ, 2011. — С. 610–625.
- Катунина Е. В., Катунин Ю. А. Этнический состав населения Крыма в середине 20-х годов XX века // Культура народов Причерноморья. — 2001. — № 26. — С. 274-280. (рос.)

### Книги
- Коваль Д. Історія українського Криму: історична розвідка. — Мена : Домінант, 2016. — 66 с. — ISBN 978-966-2610-65-9.
- Кравченко В. Український Севастопіль. — Кн. 1. — 2001. — 156 с. — ISBN 966-7639-02-9.
- Крым: украинская идентичность под запретом. Аналитический доклад о политически мотивированных преследованиях и дискриминации по признаку проукраинских убеждений / Под общей редакцией: О. Скрипник. — Киев, 2016. — 40 с. (рос.)
- Міндюк О. Українці — корінний народ Криму. — Київ : Вид-во "Сполом", 2000. — 30 с.
- Наш Крим: неросійські історії українського півострова: зб. ст / упоряд. та вступ С. В. Громенко. — Київ : К.І.С, 2016. — 315 с. — ISBN 978-617-684-153-1.
- Нирко О. Ялтинська «Українська Трупа». Наукове видання. — Львів, 2015. — 44 с. — ISBN 978-966-8067-69-3.
- Сергійчук В. І. Український Крим. — Київ : Українська видавнича спілка, 2001. — 304 с. — ISBN 999-7060-25-X.

### Статті
- Мащенко С. Українці в Криму: етнодемографічні аспекти (VIII - XX століття) // Етнічна історія народів Європи. — К., 1999. — С. 41-44.
- Мащенко С. Українська етнокультурна традиція в Криму // Етнічна історія народів Європи. — 2001. — № 9. — С. 116–118.